# 超夢重現 風雲再起！
超夢重現，風雲再起！ (日語：ポケットモンスター ミュウツー! 我ハココニ在リ)，是神奇寶貝動畫的一部特別篇，於2000年12月30日於日本首播。為首部劇場版超夢的逆襲之續集。

## 故事概要
在人跡罕至的一塊淨土上，超夢和複製的宝可梦過著平靜的生活，但是發現了超夢的阪木卻暗中進行著不為人知的秘密計畫，最後連小智一行人也被牽連其中，開始了一場攸關超夢和複製的宝可梦們命運的壯烈戰役……

## 主要事件
- 小智等人再次與超梦相遇，並且沒有被消除記憶。
- 阪木重新找到超梦，并打算抓住他，但失败。最後被超梦消除記憶。
- 火箭队想在清澈崖上建立秘密基地，但由于虫系宝可梦们而失败。
- 小智初次遇到阪木。

## 角色
| 角色名 | 配音員     | 配音員          | 配音員   |
| 角色名 | 日本       | 香港            | 臺灣     |
| ------ | ---------- | --------------- | -------- |
| 小智   | 松本梨香   | 陳凱婷          | 賀世芳   |
| 皮卡丘 | 大谷育江   | 大谷育江        | 大谷育江 |
| 小霞   | 飯塚雅弓   | 梁少霞          | 謝佼娟   |
| 小剛   | 上田祐司   | 李錦綸 (配音員) | 梁興昌   |
| 武藏   | 林原惠     | 黃麗芳          | 盧敘榮   |
| 小次郎 | 三木真一郎 | 陳卓智          | 符爽     |
| 喵喵   | 犬山犬子   | 梁偉德          | 雷碧文   |
| 阪木   | 鈴置洋孝   | 招世亮          | 梁興昌   |
| 朵迷諾 | 三石琴乃   | 何璐怡          | 賀世芳   |
| 超夢   | 市村正親   |                 | 符爽     |

## 主題歌
|        | 曲名                       | 歌       | 作詞       | 作曲           | 編曲           |
| ------ | -------------------------- | -------- | ---------- | -------------- | -------------- |
| 片頭曲 | 『OK!』                    | 松本梨香 | 戸田昭吾   | たなかひろかず | たなかひろかず |
| 片尾曲 | 『ぼくのベストフレンドへ』 | 岩崎宏美 | 川村久仁美 | たなかひろかず | たなかひろかず |

- 協力 - インペリアルレコード、ピカチュウレコード（メディアファクトリー）

エンディングテーマは二番も流された。エンディングアニメーションもTVサイズのものに本作のアニメーション（ダイジェスト）を使用されている。